# Mateo de Gimara
Mateo de Gimara (Agrigento, c. 1376 - Palermo, 1450), fue un prelado católico que sirvió como obispo de Agrigento (1442–1445).

## Biografía
Mateo de Gimara fue ordenado sacerdote en la Orden de los Frailes Menores. El 17 de septiembre de 1442,  fue nombrado por el papa Eugenio IV como obispo de Agrigento. El 30 de junio de 1443,  fue consagrado obispo por Giovanni Rosa, obispo de Mazara del Vallo. Se desempeñó como obispo de Agrigento hasta su renuncia en 1445.